# Михайлов (Воронежская область)
Михайлов — поселок в Эртильском районе Воронежской области России.
Входит в состав Первомайского сельского поселения.

## География
В поселке имеется одна улица — Дачная.

## Население
| 2000 | 2010 |
| ---- | ---- |
| 24   | ↘13  |